# Aldrichia
Aldrichia là một chi ruồi thuộc họ Bombyliidae có ở Bắc Mỹ. Chi này gồm hai loài đã được mô tả.

## Loài
Có hai loài thuộc chi Aldrichia:
- A. auripuncta Painter, 1940
- A. ehrmanii Coquillett, 1894